# 阿韦兹 (多姆山省)
阿韦兹（法語：Avèze，法語發音：[avɛz]）是法国多姆山省的一个市镇，属于伊苏瓦尔区。

## 地理
阿韦兹（45°35'57"N, 2°35'56"E）面积22.07 平方千米，位于法国奥弗涅-罗讷-阿尔卑斯大区多姆山省，该省份为法国中南部省份，北起阿列省接壤，东临卢瓦尔省，南至上盧瓦爾省和康塔爾省，西接科雷兹省和克勒兹省。
与阿韦兹接壤的市镇（或旧市镇、城区）包括：桑格勒、托沃、奥弗涅地区圣索夫、圣叙尔皮斯、默塞。

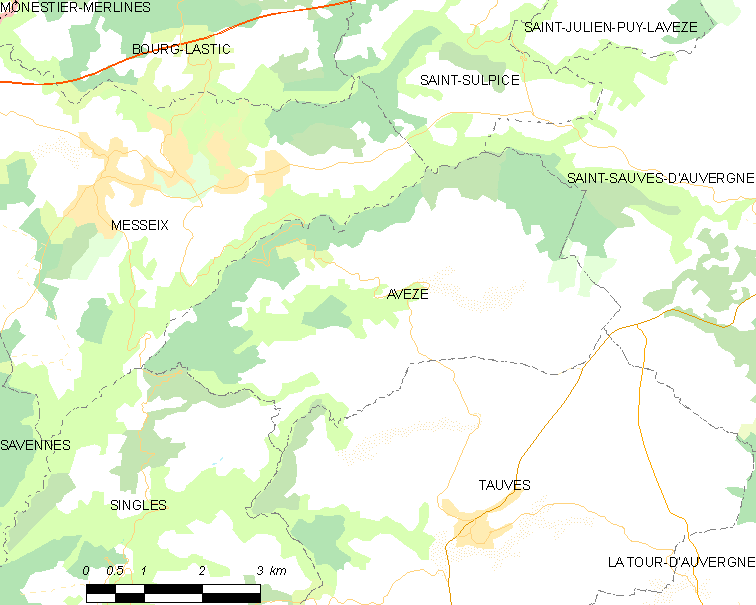
的OSM定位图

阿韦兹的时区为UTC+01:00、UTC+02:00（夏令时）。

## 行政
阿韦兹的邮政编码为63690，INSEE市镇编码为63024。

## 政治
阿韦兹所属的省级选区为勒桑西县。

## 人口

1962-2008年间人口变化图示

阿韦兹于2022年1月1日时的人口数量为159人。